# Euproctinus texanus
Euproctinus texanus är en skalbaggsart som beskrevs av Henry Frederick Wickham. Euproctinus texanus ingår i släktet Euproctinus och familjen jordlöpare. Inga underarter finns listade i Catalogue of Life.